# 江刺県
江刺県（えさしけん）は、1869年（明治2年）に仙台藩領、盛岡藩領の一部であった陸中国東部を管轄するために明治政府によって設置された県。のちに県域を広げ、現在の岩手県東部・北西部、秋田県北東部を管轄した。本項では前身の盛岡県（もりおかけん。盛岡藩の後身である同名の県とは別）、花巻県（はなまきけん）についても記す。

## 概要
戊辰戦争で奥羽越列藩同盟を結成して盟主となった仙台藩は、恭順・開城ののち、明治政府より敗戦の責任を問われ、表高62万石から実高28万石に減封される。また、仙台藩の先兵として新政府軍に抗った盛岡藩も、表高20万石から明治政府が仙台藩から没収した白石城に13万石で減転封されるなどの制裁処分を受けた。
その際、仙台藩領、盛岡藩領の一部が明治政府直轄の信濃松代藩、松本藩取締地となり、それぞれ盛岡県、花巻県と称した。両地には8ヶ月後に正式に江刺県が設置された。
1871年（明治4年）11月2日に第1次府県統合により盛岡県、一関県に分割編入され廃止された。一関県は水沢県、磐井県への改称を経て宮城県、岩手県に分割され、旧江刺県域は岩手県に編入されて現在に至る。

## 沿革
- 明治元年12月7日（1869年1月19日） - 仙台藩、盛岡藩のうち明治政府より戊辰戦争の責任を問われて減封された地域が明治政府直轄となり、岩手郡・鹿角郡・九戸郡および紫波郡・稗貫郡・閉伊郡の一部が松代藩取締地、和賀郡・江刺郡・気仙郡および紫波郡・稗貫郡・閉伊郡の残部が松本藩取締地となる。前者は盛岡県、後者は花巻県と称する[1]。

- 明治2年

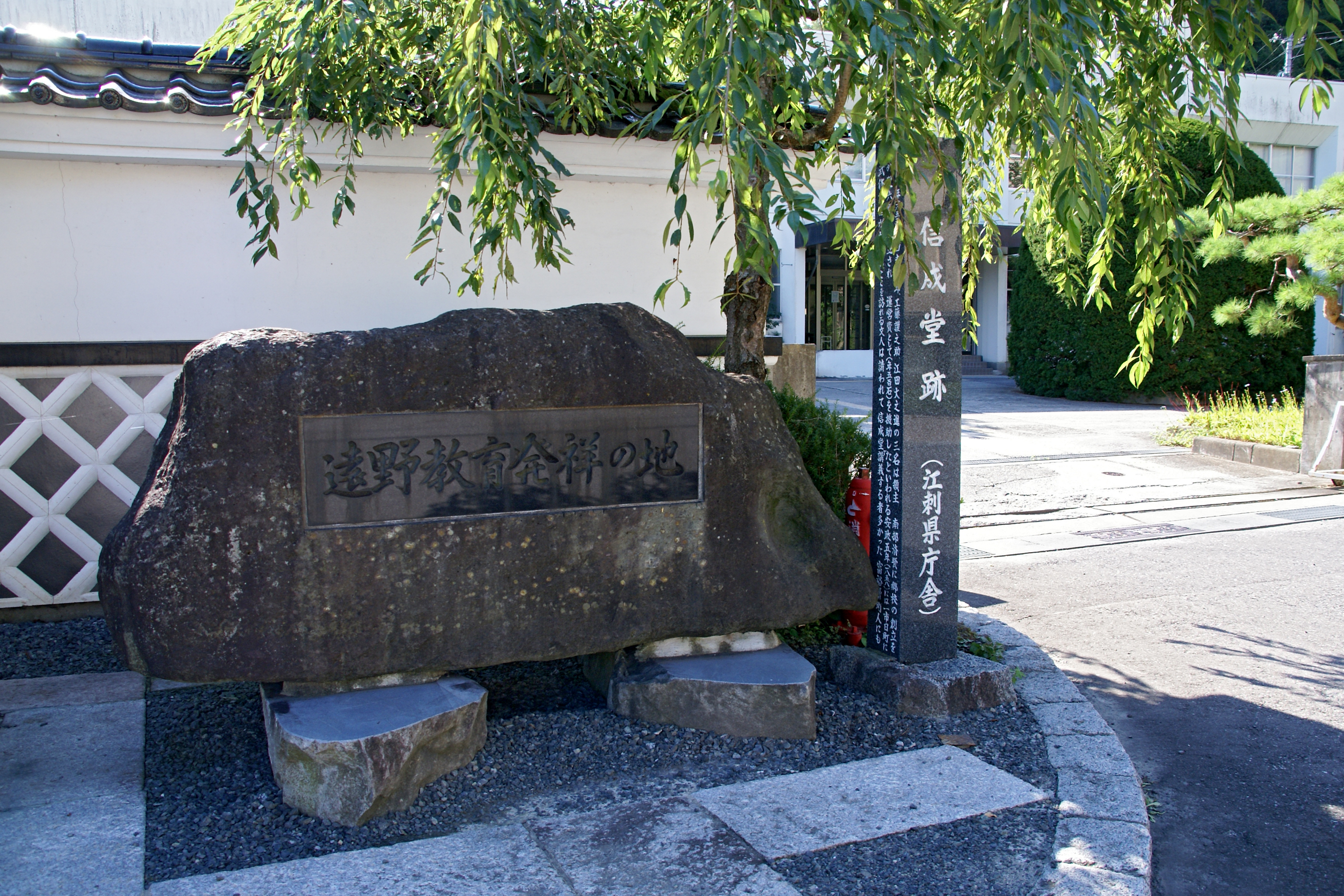
江刺県庁舎跡（岩手県遠野市）

  - 7月22日（1869年8月29日） - 岩手郡・和賀郡・紫波郡・稗貫郡が盛岡藩に復帰。
  - 8月7日（1869年9月12日） - 盛岡県の区域をもって江刺県を設置。県庁は当初、旧仙台藩の岩谷堂城（現岩手県奥州市江刺）内に置かれたが、後に三戸県編入に伴い閉伊郡横田村（現岩手県遠野市）に移転した。
  - 8月18日（1869年9月23日） - 花巻県の区域が江刺県の管轄となる。
  - 11月28日（1869年12月30日） - 三戸県を編入。
- 明治4年11月2日（1871年12月13日） - 第1次府県統合により盛岡県、一関県に分割編入。同日江刺県廃止。ただし、陸中国鹿角郡は秋田県に移管。

## 管轄地域
- 陸奥国
  - 二戸郡のうち - 68村（旧三戸県。残部は斗南藩）
- 陸中国
  - 江刺郡 - 41村
  - 気仙郡 - 24村
  - 閉伊郡 - 138村
  - 鹿角郡 - 70村（旧三戸県）
  - 和賀郡のうち - 52村
  - 九戸郡のうち - 11村（残部は八戸藩）

## 歴代知事
- 明治2年8月7日（1869年9月12日） - 明治3年2月5日（1870年3月6日） ： 権知事・小笠原長清（元山口藩士）
- 明治3年2月5日（1870年3月6日） - 明治3年4月28日（1870年5月28日） ： 不在
- 明治3年4月28日（1870年5月28日） - 明治4年3月15日（1871年5月4日） ： 権知事・山田信道（前弾正少忠、元熊本藩士）
- 明治4年3月15日（1871年5月4日） - 明治4年11月2日（1871年12月13日） ： 不在